# سوفیا گوجا
سوفیا گوجا (ایتالیایی: Sofia Goggia؛ زادهٔ ۱۵ نوامبر ۱۹۹۲) اسکی‌باز آلپاین اهل ایتالیا است.